# Combretum blepharopetala
Combretum blepharopetala là một loài thực vật có hoa trong họ Trâm bầu. Loài này được Wickens mô tả khoa học đầu tiên năm 1971.